# Agdrup (Sulsted Sogn)
 For alternative betydninger, se Agdrup. (Se også artikler, som begynder med Agdrup)
Agdrup hørte ved enevældens indførelse under kronen, var en avlsgård under Sønder Elkær fra 1665 til 1873. Gården ligger i Sulsted Sogn, Kær Herred, Ålborg Amt i Vendsyssel og Aalborg Kommune. Hovedbygningen er opført i 1845
Agdrup Gods er på 132 hektar

## Ejere af Agdrup
- (1660-1665) Kronen
- (1665-1686) Ejler Holck
- (1686-1689) Peder Rodsteen
- (1689-1719) Kirsten Beck gift Rodsteen
- (1719-1730) Else Elisabeth Frederiksdatter Rodsteen
- (1730-1733) Kirstine Birgitte Bille gift Holck
- (1733-1776) Schack Vittinghof greve Holck
- (1776-1785) B. G. Vittinghof greve Holck
- (1785-1788) Mariane Dorothea Trappaud gift (1) Holck (2) von der Lühe
- (1788-1798) C. G. J. von der Lühe
- (1798-1805) Mariane Dorothea Trappaud gift (1) Holck (2) von der Lühe
- (1805-1807) Hans Svanholm
- (1807-1818) Peder Tøgersen Mollerup
- (1818-1820) Johannes Otto Andersens dødsbo
- (1820-1830) Severin Gleerup
- (1830-1835) Else Cathrine Hastrup gift Gleerup
- (1835-1859) Herman Rudolf Hastrup
- (1859-1860) Enke Fru Hastrup
- (1860-1867) J. M. A. Thorlund
- (1867-1873) E. S. Kellermann
- (1873) A. Branth
- (1873-1878) Harald Branth
- (1878) Julius M. Gleerup
- (1878-1884) H. F. Andresen
- (1884) Th. Christensen
- (1884-1894) H. Hartvigson
- (1894-1903) William Gleerup
- (1903-1910) Christian Svendsen
- (1910) L. Svendsen
- (1910-1912) Th. P. Therkildsen
- (1912-1915) Pedersen
- (1915-1916) Frederik Grotrian
- (1916-1918) Henriksen
- (1918-1923) A. Rokkedahl
- (1923-1974) Enke Fru Ellen Rokkedahl
- (1974-1985) Steen Reventlow-Mourier
- (1985→) Jørgen Kirkegaard Kimø